# 파밀야 코
《파밀야 코》(타갈로그어: Pamilya Ko)는 2019년 방영된 필리핀의 드라마이다.